# Andělské dílo
Andělské dílo (Opus Sanctorum Angelorum) je sdružení římskokatolických kněží. Působí asi v padesáti biskupstvích jak v německy mluvích zemích, tak v Itálii, Brazílii, Portugalsku, Jižní Africe či na Filipínách. Kritici toto seskupení vnímají jako sektu. 

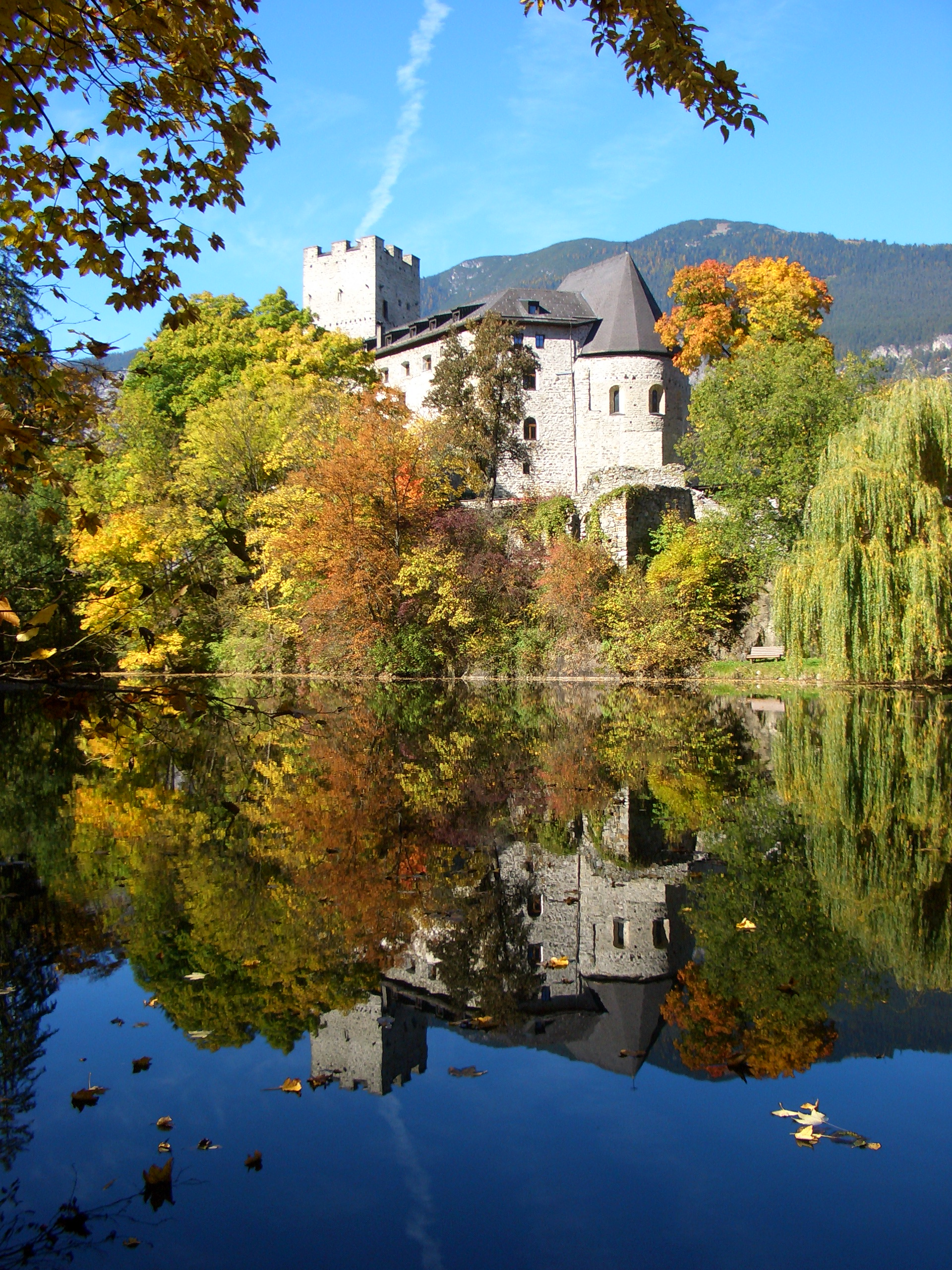
Sídlo – Hrad St. Petersberg. Silz, Tyrolsko

## Vznik a členství
Sdružení založila Rakušanka Gabriela Bitterlichová (1896, Vídeň – 1978, Silz) v roce 1949 poté, co se jí zjevil anděl. Ten jí popsal svět andělů i démonů a pověřil ji, aby vše zjevené sepsala. Kolem „Matky Bitterlich“ se brzy shromáždili katoličtí kněží i laici, jež se oddali uctívání andělů. V roce 1961 byla v Innsbruku vydána tajná příručka sdružení, kde Bitterlichová popisuje a shrnuje svět andělů a démonů. Veřejnosti byly zpřístupněny jen některé úryvky až v roce 1987.
K přijímání členů dochází při částečně tajných bohoslužbách, rituály jsou odstupňované dle vnitřní hierarchie sdružení i andělů. Sliby bývají skládány i andělům strážným. Členem Andělského díla byl i slovenský biskup Pavol Mária Hnilica.

## Učení
Ke spojení člověka s andělem dochází při svatém přijímání. Svět andělů je rozdělen na chóry serafínů, cherubínů, trůnů, panství, mocností, knížat, archandělů a prostých andělů, dále existují démoni vedení Luciferem v řadách bohů, různé idoly, zlí duchové, zlé síly, zlé inteligence, kouzelníci, páni a nižší démoni... V příručce jsou nově popsány stovky těchto bytostí včetně jejich skutků. Sdružení Andělské dílo tvrdí, že svět brzy zanikne.

## Kontroverze
Řezenský teolog Johann Baptist Auer (1910– 1989) přirovnal myšlenkový obsah příručky k paranoidní schizofrenii. V roce 1992 zakázal Vatikán rozšiřování a používání všech publikací Andělského díla, zvláště však knih Gabriely Bitterlichové.